# Corpataux-Magnedens
Corpataux-Magnedens là một đô thị trong huyện Sarine thuộc bang Fribourg ở Thụy Sĩ. Đô thị nói tiếng Pháp này được lập ngày 1 tháng 1 năm 1999 từ sự hợp nhất Corpataux và Magnedens.